# جاكلين كافالكانتي
جاكلين دوس سانتوس كافالكانتي (بالبرتغالية: Jacqueline dos Santos Cavalcanti؛ مواليد 29 أغسطس 1997) هي مُقاتلة فنون قتالية مختلطة برتغالية.

## وصلات خارجية
لا توجد روابط لمواقع التواصل الاجتماعي.

- جاكلين كافالكانتي على موقع يو إف سي (الإنجليزية)
- جاكلين كافالكانتي على موقع شيردوغ (الإنجليزية)
- جاكلين كافالكانتي على موقع Tapology.com (الإنجليزية)